# 傑克遜鎮區 (阿肯色州懷特縣)
傑克遜鎮區（英語：Jackson Township）是位於美國阿肯色州懷特縣的一個行政鎮區。

## 地方資料
傑克遜鎮區的面積為76.72平方千米，當中陸地面積為76.72平方千米，而水域面積為0.00平方千米。根據2010年美國人口普查的數據，當地共有人口419人，而人口密度為每平方千米5.46人。